# Station Saint-Germain-les-Belles
Station Saint-Germain-les-Belles is een spoorweghalte in de Franse gemeente Saint-Germain-les-Belles.